# Lipa (Kreševo, BiH)
Lipa je naseljeno mjesto u općini Kreševo, Federacija Bosne i Hercegovine, BiH.

## Stanovništvo

### 1991.
Nacionalni sastav stanovništva 1991. godine, bio je sljedeći:
ukupno: 92
- Hrvati - 92

### 2013.
Nacionalni sastav stanovništva 2013. godine, bio je sljedeći:
ukupno: 66
- Hrvati - 63
- Srbi - 1
- ostali, neopredijeljeni i nepoznato - 2

## Vanjske poveznice
- Satelitska snimka  Arhivirana inačica izvorne stranice od 25. studenoga 2020. (Wayback Machine)